# Macatuba (ort)
Macatuba är en ort i Brasilien.   Den ligger i kommunen Macatuba och delstaten São Paulo, i den södra delen av landet, 800 km söder om huvudstaden Brasília. Macatuba ligger 532 meter över havet och antalet invånare är 16 179.
Terrängen runt Macatuba är lite kuperad. Runt Macatuba är det ganska tätbefolkat, med 100 invånare per kvadratkilometer.. Närmaste större samhälle är Lençóis Paulista, 14,1 km sydväst om Macatuba.
Trakten runt Macatuba består till största delen av jordbruksmark.